# Wełnianka szerokolistna
Wełnianka szerokolistna (Eriophorum latifolium) – gatunek rośliny z rodziny ciborowatych (Cyperaceae) (turzycowatych). Występuje w strefie umiarkowanej zarówno na niżu, jak i w górach w Europie oraz w rozproszeniu w Azji (Azja Mniejsza, Mongolia, Półwysep Koreański). W Polsce jest dość rozpowszechniony, zwłaszcza w południowo-wschodniej części kraju (częstość występowania 3 w 5–stopniowej skali), jednak traci stanowiska.

## Morfologia

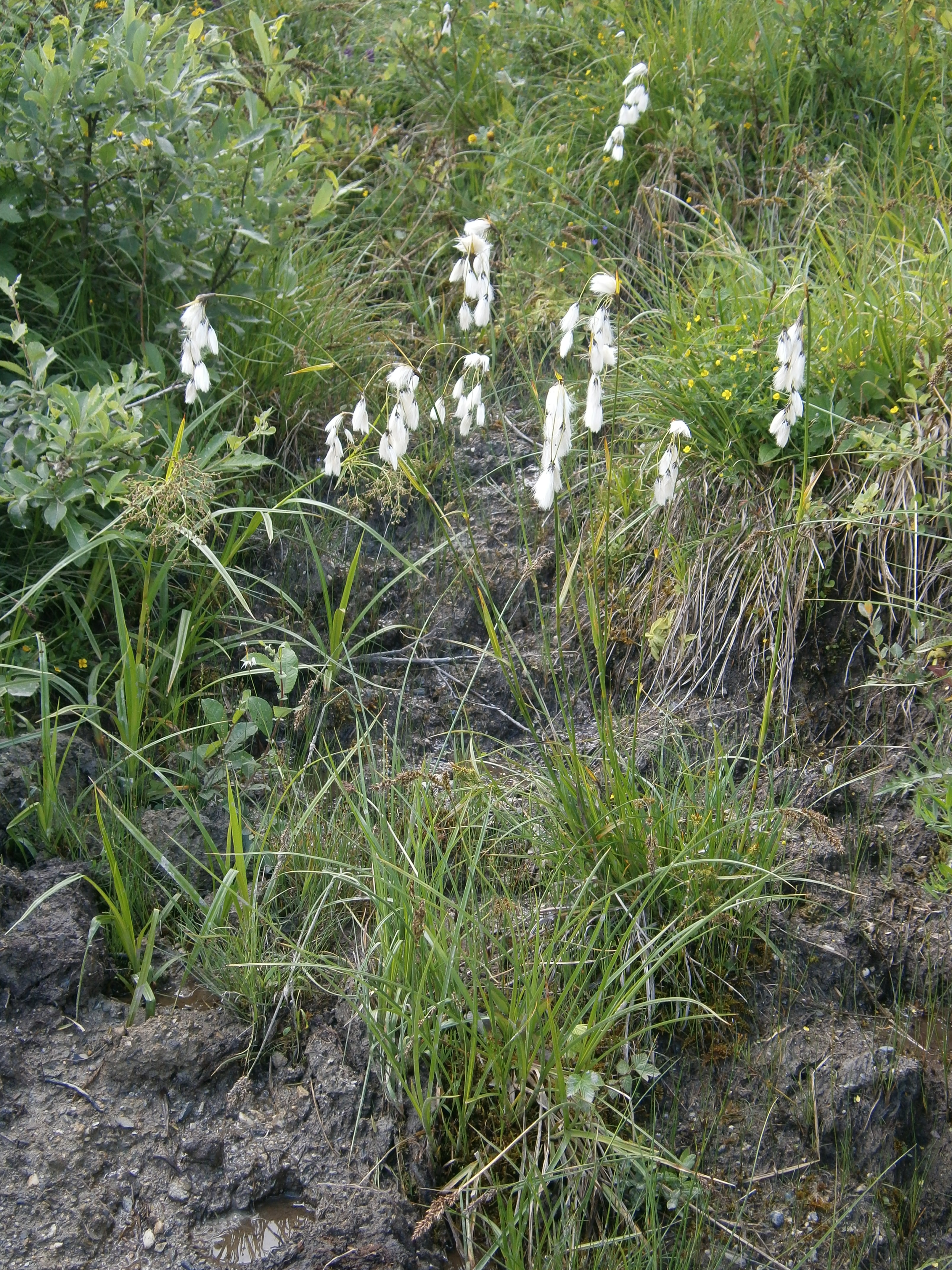
Pokrój

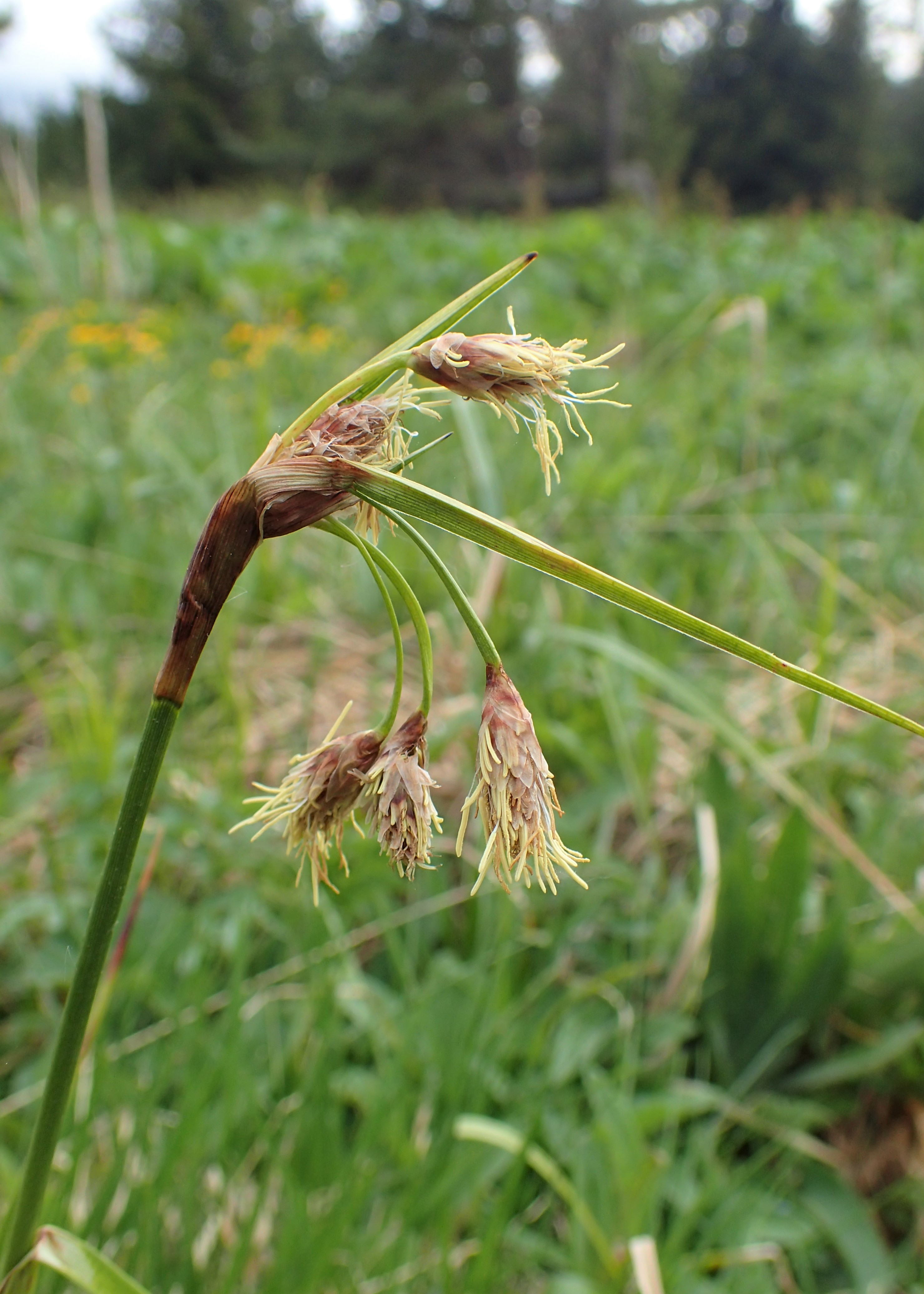
Kwiatostan w czasie kwitnienia

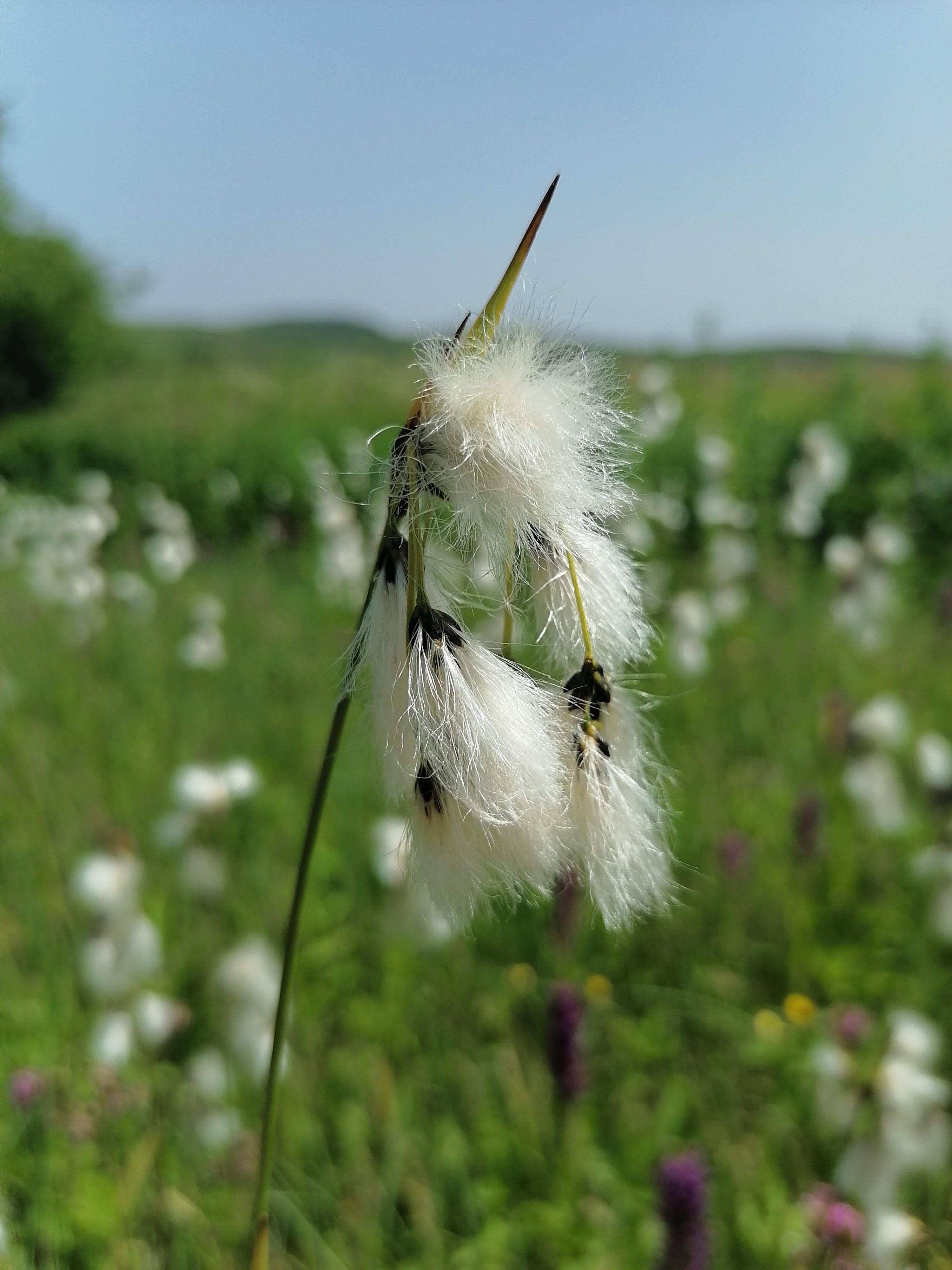
Kwiatostan w czasie owocowania

PokrójBylina trwała tworząca rozległe okazałe darnie.
ŁodygaTępa, o trójkątnym przekroju, wewnątrz pełna, prosto wzniesiona, o wysokości od 20 do 60. Na szczycie szarozielonej łodygi, w kącie najkrótszego liścia - tzw. podsadki - wyrasta kilka kłosów zawierających kilkanaście do kilkudziesięciu kwiatów.
LiścieOdziomkowe płaskie o szerokości od 4 do 8 mm i długich wąskich blaszkach na górnej stronie rynienkowate, na dolnej ostrogrzbieciste, szorstkie na brzegach, najwyższe liście są znacznie krótsze łodygowe, bez blaszkowe, jest ich niewiele. Pochwy liściowe czarnobrunatne.
KwiatKwiatostanem jest rozrzutka złożona z 5-12 kłosków. Kwiat zebrany w jajowaty szczytowy kłos o długości od 1 do 2,5 cm, zawierający kilkanaście do kilkudziesięciu kwiatów. Okwiat złożony z licznych prostych miękkich, białych włosków wydłużających się podczas owocowania – tworzą biały wełnisty pióropusz. Kwiaty obupłciowe. Przysadki kwiatowe podłużnie lancetowate, zaostrzone; szare, białoszare lub srebrzyste, błoniaste, przejrzyste, jedno nerwowe. Kwitnie od kwietnia do maja.
OwoceNiewielkie około 1 do 2 mm długości orzeszki, z których każdy zawiera tylko jedno nasienie. Małe szczecinki, w które przekształciły się listki okwiatu, zaczynają wydłużać się podczas owocowania i wyrastają w długie na 1 do 2,5 cm włoski, tworząc śnieżnobiały puch. Stanowi on aparat lotny nasion, ułatwiający rozsiewanie i roznoszenie nasion na większe odległości przez wiatr. Biały puch utrzymuje się na szczytach łodyg przez znaczną część roku.

## Biologia i ekologia
Gatunek spotykany w szuwarach turzycowych, na torfowiskach niskich, rzadziej przejściowych. Rośnie w miejscach podmokłych, lekko kwaśnych, o dużej ilości światła. W górach występuje aż do piętra kosówki. Hemikryptofit. W klasyfikacji zbiorowisk roślinnych gatunek charakterystyczny dla O. Caricetalia davallianae. Roślina żywicielska motyla strzępotka soplaczka.

## Zastosowanie
- Puchu z wełnianek używano dawniej w tapicerstwie do wypełniania poduszek.
- Rośliny wykorzystywane bywają na suche bukiety.